# József Zichy
József Zichy, född 13 november 1841 i Bratislava, död 11 november 1924, var en ungersk greve och forskningsresande. Han var son till Ferenc Zichy och kusin till Géza Zichy.
Zichy var 1872–74 handelsminister och 1874–75 minister för offentliga arbeten samt företog därefter jämte sin yngre bror greve Ágost Zichy vidsträckta resor till Nederländska Indien, Östasien, Sibirien och Kanada, vilka skildrades i flera arbeten av brodern.